# 国道279号

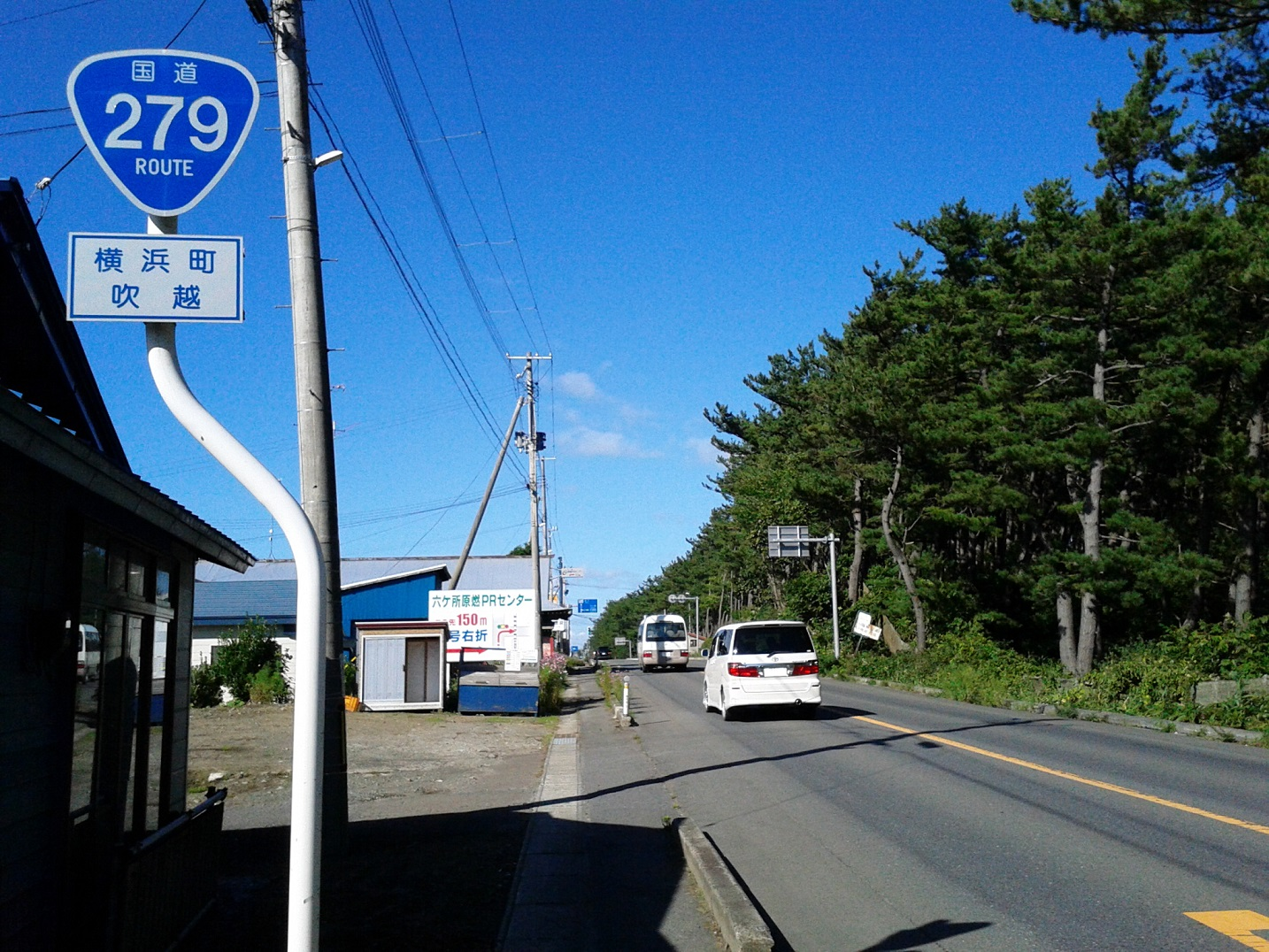
上北郡横浜町吹越付近（2015年9月）

国道279号（こくどう279ごう）は、北海道函館市から青森県上北郡野辺地町に至る一般国道である。函館市から青森県下北郡大間町は海上国道区間になっている。別名はまなすライン（青森県内）、海峡通（函館市内）。

## 概要
本道路は北海道と本州を結ぶ海上国道・3路線のうちの1つ。海上区間（函館 - 大間間）はフェリー航路で結ばれ、国道338号とも重複する。
むつ市 - 上北郡野辺地町間はJR東日本大湊線、また、上北郡野辺地町内では下北半島縦貫道路と並走している。青森県内では下北半島を縦貫するメインルートとなっており、同じ下北半島を走る国道338号にあるような狭路、急なカーブ・アップダウンは少ない。交通量は国道338号三沢 - 平沼間が3.3千台/日、平沼 - むつ市間が1.8千台/日に対し、国道279号（横浜 - むつ市）が5.1千台/日あり、下北半島内の移動は本路線に比重があることが分かる。ただし、当路線は西側に陸奥湾があるため、冬には陸奥湾からの強い西風により猛吹雪になることがある。
本路線のうち、上北郡野辺地町から上北郡横浜町の区間は、国土交通省の日本風景街道『黄花紅（おうかくれない）の東むつ湾ルート』として登録され、道路管理者およびその他組織が「訪れる人を感動させる景観づくりを推進する」としている。

### 路線データ
一般国道の路線を指定する政令に基づく起終点および重要な経過地は次のとおり。
- 起点：函館市（若松町16番7、函館駅前交点 = 国道5号・国道278号・国道338号起点）
- 終点：青森県上北郡野辺地町（松ノ木平交差点 = 国道4号交点）
- 重要な経過地：青森県下北郡大間町、むつ市、同県上北郡横浜町
- 総延長 : 172.6 km（北海道 20.8 km、青森県 151.7 km）重用延長、未供用区間（海上区間）を含む。[7][注釈 3]
- 重用延長 : 0.0 km（北海道 - km、青森県 0.0 km）[7][注釈 3]
- 未供用延長 : 19.0 km（北海道 19.0 km、青森県 - km）[7][注釈 3]
  - 未供用延長のうち海上区間 : 19.0 km（北海道 19.0 km、青森県 - km）[7][注釈 3]
- 実延長 : 153.5 km（北海道 1.8 km、青森県 151.7 km）[7][注釈 3]
  - 現道 : 98.5 km（北海道 1.8 km、青森県 96.7 km）[7][注釈 3]
  - 旧道 : 8.5 km（北海道 - km、青森県 8.5 km）[7][注釈 3]
  - 新道 : 46.4 km（北海道 - km、青森県 46.4 km）[7][注釈 3]
- 指定区間：北海道内の区間[8]（実延長1.8 km）[7][注釈 3]
- 海上区間：津軽海峡（津軽海峡フェリー航路）起点・函館港、終点・大間港

### 所管
- 北海道開発局 函館開発建設部
  - 函館道路事務所
- 青森県 県土整備部
  - 下北地域県民局地域整備部
  - 上北地域県民局地域整備部

## 歴史
かつては田名部街道と呼ばれ、盛岡藩の巡察路、函館へ渡る経路、また恐山の参詣路として利用された。
1871年（明治4年）、当時公事師であった上原和兵衛が、貸金の取り立てのため、東京神田から北海道の函館まで旅行した様子を記した旅行記『陸奥紀行』には、「野辺地有戸の出はずれより横浜まで海辺を通り、メノウを拾いながら歩いた」との記述がある。当時は車馬を通す街道と言っても、実際には砂浜の上を歩いていたのであって、実体としての道路は存在しなかったのである。

### 年表
- 1970年（昭和45年）4月1日 - 一般国道279号（北海道函館市 - 青森県上北郡野辺地町）として指定。
- 1981年（昭和56年）9月1日 - 大間バイパス全線開通[11]。
- 1987年（昭和62年）7月31日 - 大畑バイパス開通[12]。
- 1995年（平成7年）10月18日 - 正津川バイパス開通[12]。
- 2012年（平成24年）2月1日 - 夕方から降り始めた雪は例年にない猛吹雪となり、上北郡野辺地町有戸 - むつ市近川間（約30 km）が全面通行止めとなった。自動車約200台が翌朝まで立ち往生した[13]。
- 2020年（令和2年）12月15日 - 二枚橋バイパスが全線開通[14][15]。
- 2021年（令和3年）8月10日 - 令和3年台風第9号から変わった低気圧により豪雨が発生。むつ市内の小赤川橋の一部が崩壊し、通行止めとなった[16]。

## 路線状況

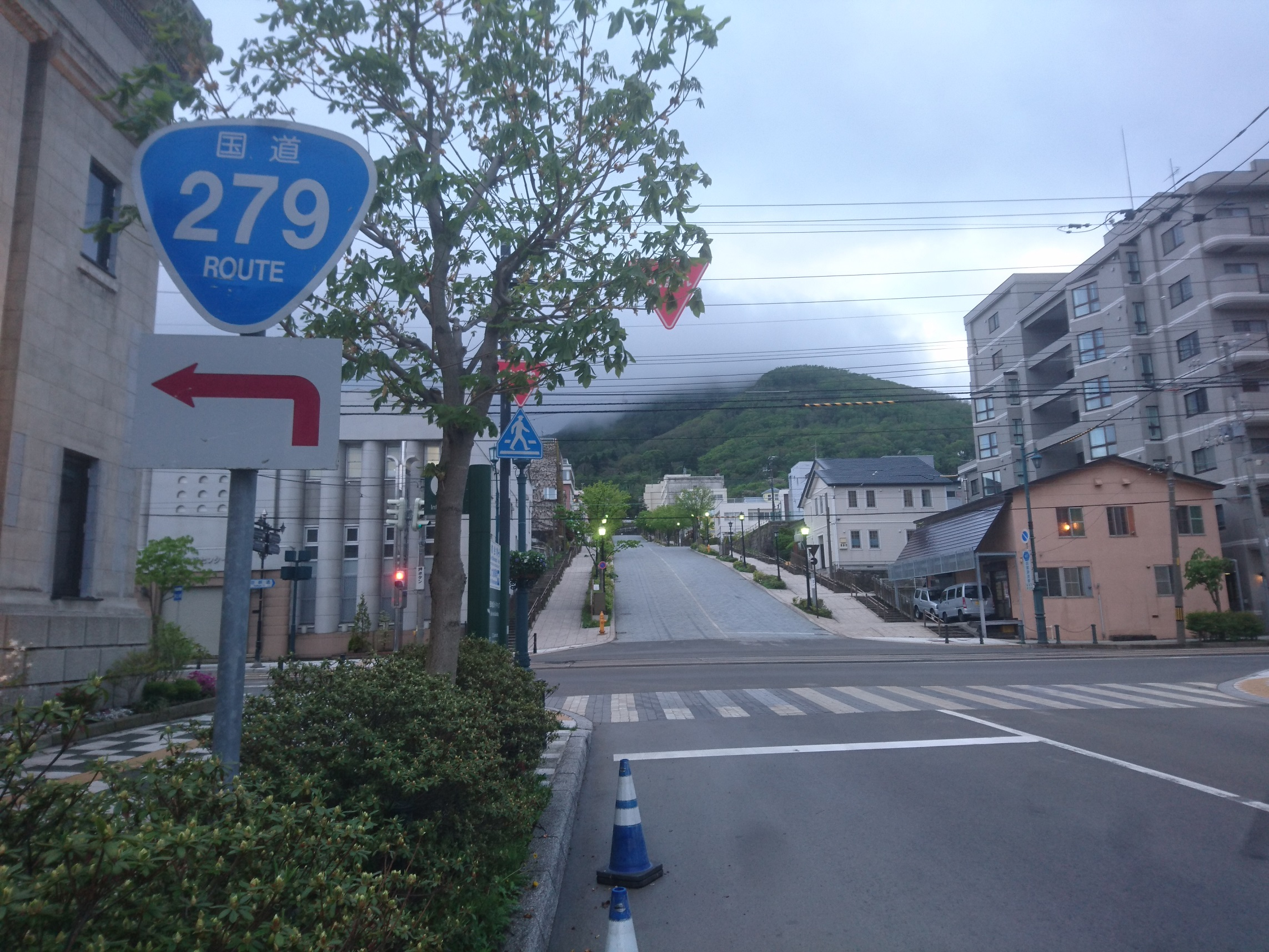
函館市末広町にある海上区間の北海道側端点付近（2017年5月）。奥に見えるのは八幡坂。

函館市内は街中を走る路面電車（函館市電）の軌道に沿って道が始まる。十字街交差点-旧・東浜町間は明治18年函館大火の復興時の道路改正で作られた区間である。北海道の函館市と本州側の下北半島北端に位置する大間町を結ぶ津軽海峡の海上区間は、津軽海峡フェリーの航路（函館港 - 大間港）で結ばれる。函館港のフェリー乗り場は、函館市末広町にある海上区間の端点ではなく、国道227号沿いにある同市港町の津軽海峡フェリー函館ターミナルからになる。
下北半島周辺の道路網は脆弱と指摘されており、2021年（令和3年）8月の大雨による国道279号の通行止めでは4つのルートが迂回路とされたが、いずれも所要時間が2倍以上かかる峠道でそのうち3ルートは冬期閉鎖となるルートである。

### 別名
- 海峡通（函館市内）
- はまなすライン（青森県内）

### 重複区間
- 国道338号（北海道函館市若松町・函館駅前（起点） - 青森県下北郡大間町大間細間）
- 国道338号（青森県むつ市本町 - 青森県むつ市小川町2丁目・小川町交点）

### バイパス
- 二枚橋バイパス[19] - むつ市大畑町
- 大畑バイパス - むつ市関根 - むつ市大畑町八幡湯坂
- むつバイパス - むつ市金曲 - むつ市田名部槌川目
- 横浜バイパス - 横浜町内、旧道：青森県道179号泊陸奥横浜停車場線
- 下北半島縦貫道路
  - 野辺地バイパス - 野辺地町内
  - 有戸バイパス - 野辺地町内
  - 有戸北バイパス - 野辺地町 - 六ヶ所村
  - 吹越バイパス - 六ヶ所村 - 横浜町
  - むつ市南バイパス（暫定開通） - むつ市内

### 道路施設

#### 道の駅
- 青森県
  - よこはま（上北郡横浜町）

## 地理

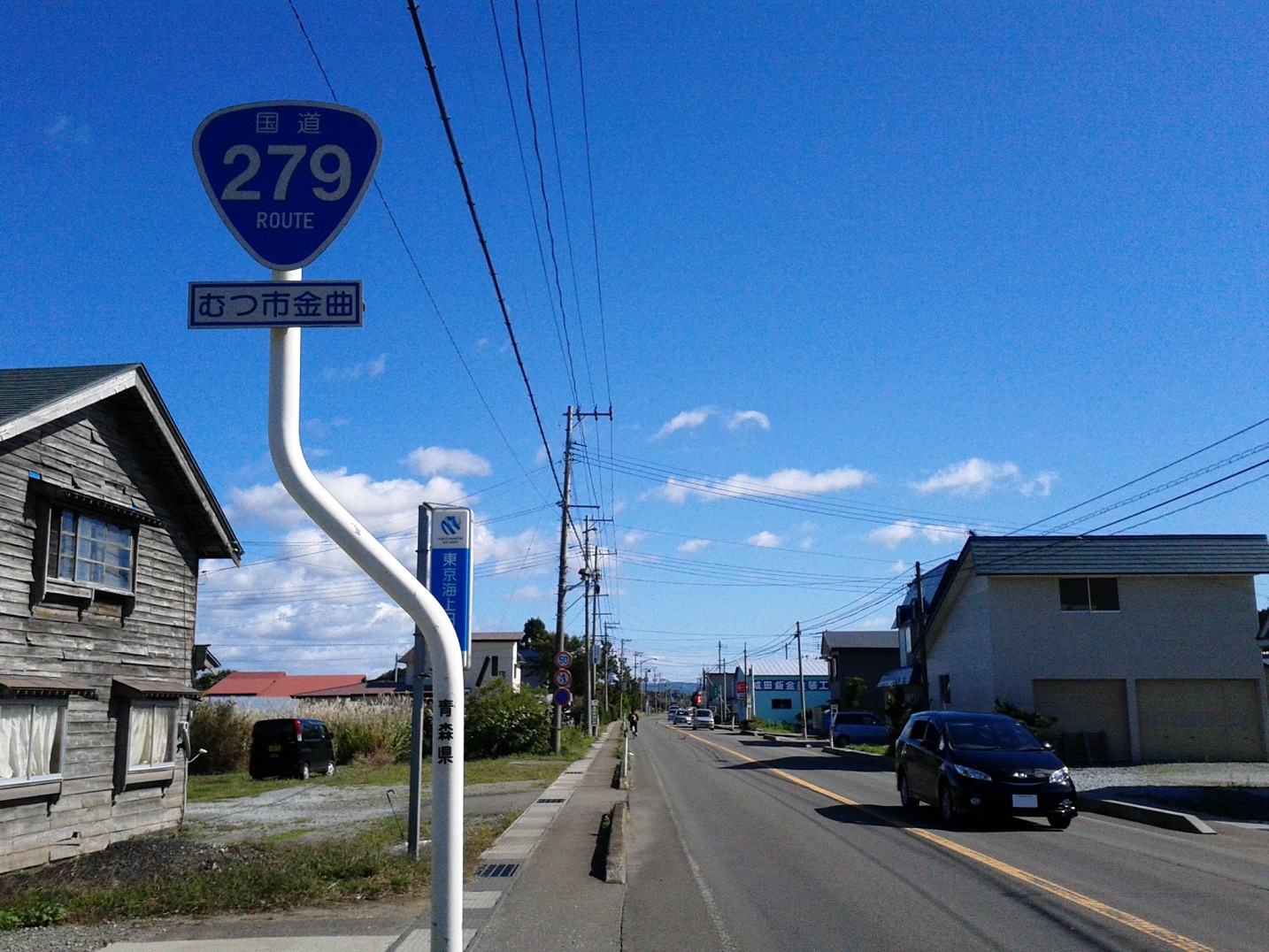
むつ市金曲付近（2015年9月）

### 通過する自治体
- 北海道
  - 渡島総合振興局
    - 函館市
- 青森県
  - 下北郡大間町 - 下北郡風間浦村 - むつ市 - 上北郡横浜町 - 上北郡野辺地町

### 交差する道路

#### 現道
北海道
渡島総合振興局
函館市
- 国道5号・国道278号 : 若松町（函館駅前、起点）
- 北海道道675号立待岬函館停車場線 : 末広町
- 北海道道457号函館漁港線 : 末広町

（この間海上国道）
青森県
下北郡大間町
- 国道338号 : 大間細間
- 国道338号 : 大間奥戸下道

むつ市
- 国道279号（大畑バイパス） : 大畑町（新町交点）
- 青森県道4号むつ恐山公園大畑線・青森県道278号大畑停車場線 : 大畑町
- 青森県道232号大畑港線 : 大畑町（湊村交点）
- 国道279号 : 大畑町
- 青森県道277号正津川停車場線 : 大畑町
- 青森県道275号川代停車場線 : 関根前浜
- 国道279号（大畑バイパス） : 関根出戸川目
- 青森県道274号陸奥関根停車場線 : 関根北関根
- 青森県道266号関根蒲野沢線 : 関根南関根
- 国道279号（むつバイパス） : 田名部槌川目
- 国道338号（大湊バイパス） : 柳町3丁目
- 青森県道273号田名部停車場線 : 柳町1丁目
- 国道338号 : 本町
- 国道338号・青森県道4号むつ恐山公園大畑線 : 小川町2丁目（小川町交点）
- 青森県道177号海老川新町線 : 新町
- 国道279号（むつバイパス） : 金曲1丁目（金曲交点）
- 青森県道271号赤川停車場線 : 金曲2丁目
- 青森県道176号赤川下北停車場線 : 大曲3丁目（大曲交点）
- 青森県道7号むつ東通線 : 中野沢大近川

上北郡横浜町
- 青森県道179号泊陸奥横浜停車場線 : 林ノ脇
- 青森県道179号泊陸奥横浜停車場線 : 上イタヤノ木
- 青森県道24号横浜六ケ所線 : 吹越
- 下北縦貫道路（横浜吹越IC） : 豊栄平

上北郡野辺地町
- 青森県道180号尾駮有戸停車場線 : 向田
- 青森県道180号尾駮有戸停車場線 : 小沢平
- 青森県道5号野辺地六ケ所線 : 木明（木明交点）
- 青森県道243号馬門野辺地線 : 野辺地（野辺地交点）
- 青森県道246号水喰野辺地線 : 野辺地
- 青森県道178号野辺地停車場線 : 鳴沢
- 国道4号 : 松ノ木平（松ノ木平交差点、終点）

#### 大畑バイパス
青森県
むつ市
- 国道279号（現道） : 大畑町（起点）
- 青森県道4号むつ恐山公園大畑線 : 大畑町
- 国道279号 : 大畑町
- 国道279号（現道） : 関根出戸川目（終点）

#### むつバイパス
- 国道279号（現道） : 田名部槌川目（起点）
- 国道338号（大湊バイパス）・下北半島縦貫道路（むつ南バイパス） : 田名部前田
- 青森県道6号むつ尻屋崎線 : 上川町（上川町交点）
- 国道338号（現道） : 横迎町2丁目（横迎二交点）
- 国道279号（現道） : 金曲1丁目（終点）